# Thrinchus tuberculosus
Thrinchus tuberculosus is een rechtvleugelig insect uit de familie Pamphagidae. De wetenschappelijke naam van deze soort is voor het eerst geldig gepubliceerd in 1926 door Tarbinsky.